# Pirrolidin
A pirrolidin, más néven tetrahidropirrol szerves vegyület, képlete (CH2)4NH. Gyűrűs szekunder amin, telített heterociklusos vegyület. Színtelen folyadék, vízzel és a legtöbb szerves oldószerrel elegyedik. Szaga jellegzetes, ammóniára vagy halra emlékeztető. Számos szubsztituált származéka is ismert.
Nevét a görög pyrrosz (πυρρός = tűzpiros) szóból kapta.

## Előállítása és előfordulása
1,4-butándiol és ammónia oxid katalizátor felett végzett reakciójával állítják elő.
A természetes és szintetikus kémiában számos származéka előfordul. A pirrolidingyűrű számos természetes alkaloidban, például a nikotinban vagy a higrinben is megtalálható. Számos gyógyszermolekula szerkezetének is része, ilyen például a prociklidin és a bepridil, vagy a racetám vegyületek (pl. piracetám, aniracetám). Két aminosav, a prolin és a hidroxiprolin is szerkezetileg a pirrolidin származékának tekinthető.

A nikotinmolekulában N-metilpirrolidin- és piridingyűrű kapcsolódik egymáshoz

## Reakciói
Bázisos vegyület, bázicitása más dialkil-aminokhoz hasonló mértékű. Más szekunder aminokhoz képest kitűnik kompaktságával, ami gyűrűs szerkezetének következménye.
Bonyolultabb szerves vegyületek szintézisének építőeleme. Egyik felhasználása, hogy enaminok képzésével a ketonok és aldehidek a nukleofil addíciós reakciókkal szemben aktiválhatóak:

## Fordítás
Ez a szócikk részben vagy egészben  a   Pyrrolidine című angol Wikipédia-szócikk ezen változatának fordításán alapul.  Az eredeti cikk szerkesztőit annak laptörténete sorolja fel. Ez a jelzés csupán a megfogalmazás eredetét és a szerzői jogokat jelzi, nem szolgál a cikkben szereplő információk forrásmegjelöléseként.